# Union Passenger Terminal (La Nouvelle-Orléans)
Pour les articles homonymes, voir Union Station.
Union Passenger Terminal  est une gare ferroviaire des États-Unis, située sur le territoire de la ville de La Nouvelle-Orléans dans l'État de Louisiane.

## Histoire
Elle est mise en service en 1954.

## Service des voyageurs

### Desserte
Elle est desservie par des liaisons longue-distance Amtrak :
- le City of New Orleans : La Nouvelle-Orléans - Chicago (Illinois) ;
- le Crescent : La Nouvelle-Orléans - New York (New York) ;
- le Sunset Limited : Los Angeles (Californie) - La Nouvelle-Orléans (précédemment terminus à Orlando en Floride).

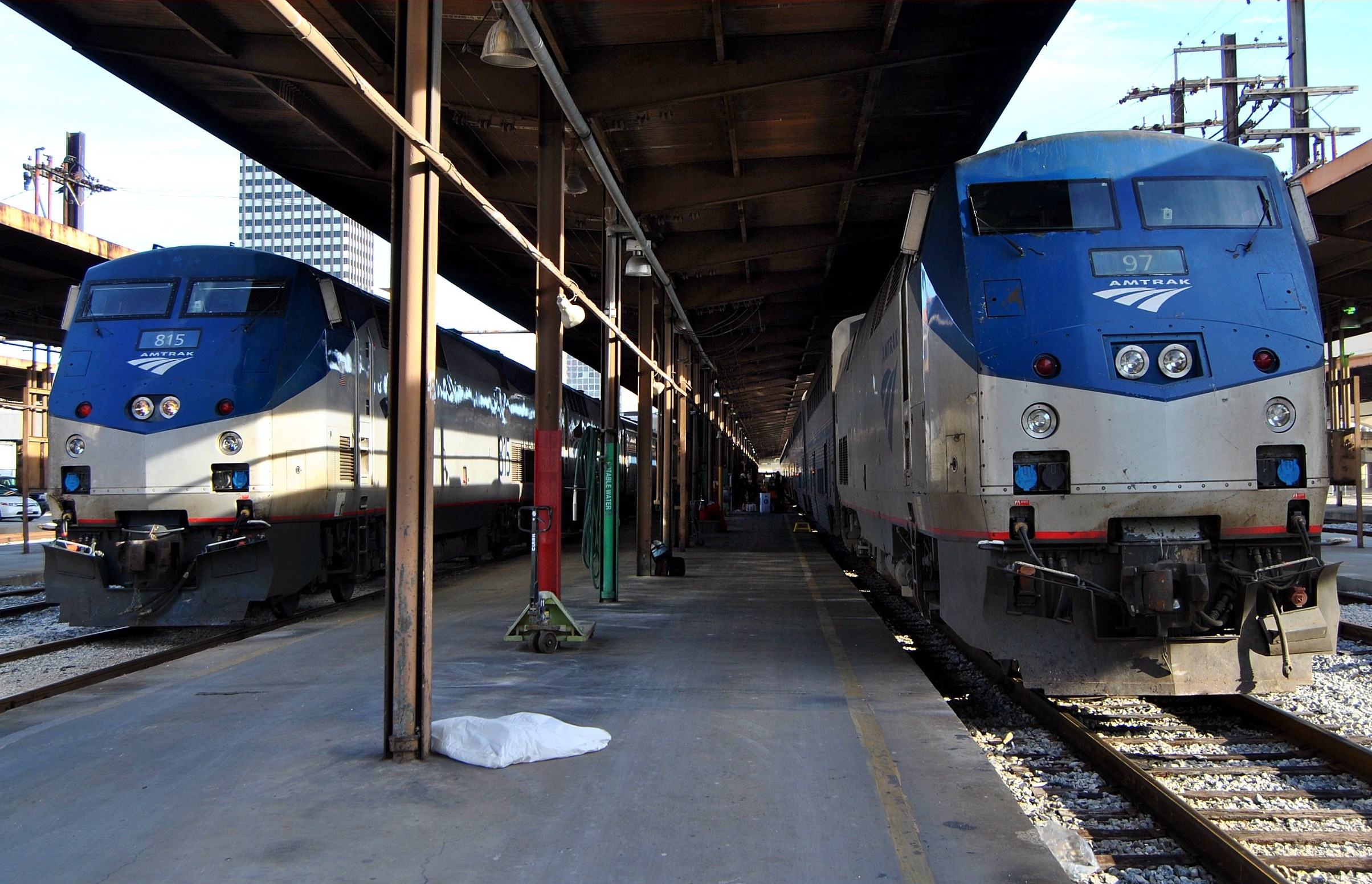
Sunset Limited pour Los Angeles et City of New Orleans arrivé de Chicago.